# Samia Jadda
Samia Jadda, née le 3 janvier 1976 à El Biar (Algérie) est une actrice française de mère franco-libanaise et de père algérien.

## Biographie
C’est au cours Viriot qu’elle s’est initiée à l’art dramatique. Elle a interprété plusieurs rôles au cinéma, notamment dans Ze Film réalisé par Guy Jacques, Noce d'été de Mokhtar Ladjimi, Accident de Patrick Halpine, Bon Anniversaire de Daniel Kupferstein, et à la télévision dans Il était une fois Donyazad réalisé par Merzak Allouache, Il faut sauver Saïd réalisé par Didier Grousset.
Au théâtre, elle a travaillé avec Xavier Durringer dans Les Déplacés, Jean-Luc Borg dans Les Mille et Une Nuits, Stéphane Müh dans Carré Fumeur, Didier Laval dans ShéhérazadeS, Selami Varlik dans Mélodies de l'âme, Serge Sàndor dans Fille de personne et Paul Golub dans Nuits à Bagdad.

## Filmographie

### Cinéma
- 2004 : Ze Film de Guy Jacques
- 2004 : Noce d'été de Mokhtar Ladjimi
- 2004 : Hospitalité (CM) d'Idir Serghine
- 2006 : Accident (CM) de Patrick Halpine
- 2007 : Sleepwalker (CM) d'Adel Ben Bella
- 2008 : Grand Guignol (CM) de Vincent Lebon

### Télévision
- 1996 : Il était une fois Donyazad de Merzak Allouache
- 2004 : Carnets de voyage: la Tunisie de Gérard Klein
- 2008 : Il faut sauver Saïd de Didier Grousset

## Théâtre
- 2005 : Les déplacés de et mise en scène de Xavier Durringer
- 2006 : Carré fumeur de Jean Miez mise en scène de Stéphane Müh
- 2006 : Les mille et une nuits mise en scène de Jean-Luc Borg
- 2007 : Les mélodies de l'âme de Rûmi mise en scène de Sélami Varlik et Didier Laval
- 2007 : ShéhérazadeS mise en scène de Didier Laval
- 2007 : Les voix de Firmin Gémier de et mise en scène de Guy Pierre Couleau et Paul Golub
- 2007 : Fille de P... (Fille de personne) de et mise en scène de Serge Sàndor
- 2008 : Nuits à Bagdad de Mohamed Kacimi mise en scène de Paul Golub
- 2008 : Les Monologues du vagin d'Eve Ensler et adaptation française et mise en scène Dominique Deschamps